# Вилюйское водохранилище
Вилю́йское водохрани́лище — образованное Вилюйской ГЭС водохранилище в России на реке Вилюй, притоке реки Лена. Территориально расположено в Якутии вблизи республиканской границы с Иркутской областью, приблизительно в 80 км к востоку от реки Нижняя Тунгуска, правого притока Енисея. Площадь поверхности — 2360 км². Площадь водосборного бассейна — 141 150 км².

## Основные сведения
Водохранилище было образовано в 1965-67 гг. плотиной Вилюйской ГЭС на реке Вилюй. При создании водохранилища было затоплено 2,3 тысячи га сельхозугодий и перенесено 50 строений.
Площадь водохранилища при высоте НПУ 246 м над уровнем моря составляет 2360 км². Согласно проекту ГЭС допустимы подъём уровня до форсированного подпорного уровня 249 м и его сработка до 231 м, что соответствует максимальной амплитуде колебаний, равной 18 м. Значительные изменения уровня воды обусловлены прежде всего неравномерностью осадков в различные годы.
Среднемноголетний приток воды составляет 20 км³ в год. Полный объём водохранилища при НПУ равен 40,4 км³, в том числе полезный — 22,4 км³.

## Экономическое значение
Водохранилище используется для сезонного и многолетнего регулирования стока Вилюя, а также в целях водоснабжения, судоходства и рыболовства. Здесь обитают рыбы — нельма, чир и др. Пропуски из водохранилища через водосброс гидроэлектростанции используются для обеспечения условий судоходства в нижнем течении реки Вилюй.